# Al-Fa’iz
Abu’ l-Qasim Isa ibn az-Zafir (arabisch أبو القاسم عيسى بن الزفير, DMG Abū ’l-Qāsim ʿĪsā ibn aẓ-Ẓāfir; * 31. Mai 1149; † 22. Juli 1160) war unter dem Herrschernamen al-Fa’iz bi-nasri ’llah (arabisch الفائز بنصر الله, DMG al-Fāʾiz bi-naṣri ’llāh) der dreizehnte Kalif der Fatimiden (1154–1160) und dreiundzwanzigste Imam der Schia der Hafizi-Ismailiten.

## Leben
Am Tag nach der Ermordung seines Vaters, des Kalifen az-Zafir, wurde der erst fünfjährige Prinz Isa am 16. April 1154 unter dem Thronnamen al-Fāʾiz bi-naṣri ’llāh („der mit Gottes Hilfe Siegreiche“) vom Wesir Abbas zum Kalif proklamiert. Zugleich musste er dabei mit ansehen, wie seine Onkel, die Prinzen Yusuf und Dschibril, von der Soldateska des Wesirs grausam ermordet wurden. Der dabei erlittene Schock wurde wohl ursächlich für die später an ihm beobachteten epileptischen Anfälle und sein chronisches Zittern. Gegen den verhassten Abbas und dessen Sippschaft riefen die Tanten des jungen Kalifen nur kurz darauf den Provinzstatthalter Tala’i ibn Ruzzik als Retter an, der am 29. Mai 1154 in Kairo einzog und sich formell zum neuen Wesir ernennen ließ. Umgehend vergalt der den Mord am Kalifen az-Zafir, indem er dessen Mörder ergreifen und öffentlich grausam zu Tode peinigen ließ.
Unter der Herrschaft des Zwölfer-Schiiten Tala’i konnte das ismailitische Ägypten noch einmal eine kurze Phase des inneren Friedens durchleben, was ihm ein Vorgehen gegen die Franken des Königreichs Jerusalem erlaubte, gegen deren Küstenstädte mehrere Kaperfahrten unternommen wurden. Auch suchte der Wesir ein Bündnis mit den Zengiden in Syrien und dem byzantinischen Kaiser Manuel I. Komnenos. Indes starb al-Fa’iz bereits im Alter von elf Jahren am 22. Juli 1160. Der Wesir Tala’i suchte sich daraufhin unter den übrigen Prinzen der Fatimidendynastie den jüngsten als Nachfolger aus, einen anderen Enkel des Kalifen al-Hafiz, welchen er unter dem Namen al-Adid als seinen neuen Marionetten-Kalifen inthronisierte. Al-Adid sollte der letzte Fatimiden-Herrscher sein.